# 和田篤
和田 篤（わだ あつし、1935年 - ）は、元NHKアナウンサー。
満洲国出身。東北大学卒業後入局。朗読番組、各種ナレーション、「ラジオ深夜便」アンカーを担当した。現在はNHK文化センター八王子教室で朗読の講師を務める。また、1万年堂出版から発売中の「なぜ生きる」の朗読CDを担当した。

## 過去の担当番組
- ラジオ深夜便（隔週木曜日アンカー。放送開始～1995年3月）
- オペラアワー（NHK-FM）
- NHK大河ドラマナレーション
  - 樅ノ木は残った（1970年1月4日 - 12月29日）
  - 獅子の時代（1980年1月6日 - 12月21日）
  - 山河燃ゆ（1984年12月28日 - 30日／総集編のみ）
- 銀河ドラマ / 霧の旗（1972年2月14日- 18日）ナレーション
- 日曜美術館（1982年 - 1983年）
- 立花登・青春手控え（1982年4月14日 - 9月29日）ナレーション
- NHK特集「大看板 團十郎への道」（1985年4月5日、ナレーション）
- NHK新大型時代劇ナレーション
  - 真田太平記（1985年4月3日 - 1986年3月19日）